# Monilinia fructigena
Espèce
Monilinia fructigena est une espèce de champignons ascomycètes de la famille des Sclerotiniaceae. Le stade anamorphe de cette espèce est Monilia fructigena.
Ce champignon est l'un des agents responsables d'une maladie cryptogamique, la Moniliose des arbres fruitiers.

## Synonymes
Selon Catalogue of Life (21 septembre 2014)
- Acrosporium fructigenum (Pers.) Pers. 1822,
- Monilia fructigena (Pers.) Pers. 1801,
- Monilia fructigena Schumach. 1803,
- Oidium fructigenum (Pers.) Fr. 1832,
- Sclerotinia fructigena (J. Schröt.) Norton 1902,
- Sclerotinia fructigena (Pers.) J. Schröt. 1893,
- Sclerotinia fructigena Aderh. 1905,
- Stromatinia fructigena (J. Schröt.) Boud. 1907,
- Torula fructigena Pers. 1794.

## Distribution
L'aire de répartition de Molinilia fructigena comprend l'ensemble de l'Europe, y compris la Scandinavie et la Russie, ainsi que le Moyen-Orient, l'Afrique du Nord et l'Inde.
Ce champignon a également été signalé aux États-Unis en 1979 dans un verger de poiriers du Maryland, mais cette infection localisée a été depuis éradiquée.
Un autre signalement au Japon a été reconnu erroné et réattribué à l'espèce voisine, Monilia polystroma (anamorphe),.
De nombreux pays, en particulier les États-Unis, le Canada, l'Australie et la Nouvelle-Zélande, on placé cet organisme nuisible en quarantaine. Le risque d'introduction est lié surtout au commerce international des fruits, mais l'introduction par les particuliers d'arbres ou de scions, qui peuvent avoir des rameaux infectés, présente un risque important de contamination directe des vergers.

## Plantes-hôtes
La gamme des plantes hôtes de Molinilia fructigena comprend la plupart des espèces de la famille des Rosaceae, mais les hôtes principaux sont d'abord les arbres fruitiers à noyau ou à pépins. Les principales cultures commerciales concernées sont les abricotiers (Prunus armeniaca), cerisiers [Prunus], cognassiers (Cydonia oblonga), poiriers (Pyrus communis), pommiers (Malus domestica), pêchers et  nectariniers (Prunus persica), pruniers (Prunus domestica).
De nombreuses autres espèces de plantes peuvent aussi être attaquées, par exemple le fraisier, le rosier, la tomate, le piment, la vigne, le rhododendron, le goyavier, le figuier, etc. Certains hôtes sauvages peuvent servir de réservoir d'inoculum s'ils croissent à proximité des vergers.